# Leon Lett
Leon Lett junior (* 12. Oktober 1968 in Mobile, Alabama), Spitzname: „The Big Cat“ ist ein ehemaliger US-amerikanischer American-Football-Spieler auf der Position des Defensive Tackles. Er spielte zehn seiner elf Jahre in der National Football League (NFL) für die Dallas Cowboys, mit denen er dreimal den Super Bowl (XXVII, XXVIII, XXX) gewann.

## College
Lett spielte als Defensive Tackle an der Emporia State University in Emporia, Kansas. Dieses College spielt mit seiner Mannschaft, den Emporia State Hornets im amerikanischen College Football keine große Rolle (lediglich 14 Spieler gelangten bisher in eine Profiliga). Mit einer Profikarriere konnte Lett zunächst nicht rechnen.

## Profilaufbahn
In der NFL Draft 1991 wurde Lett entsprechend spät verpflichtet. Die Dallas Cowboys wählten ihn in der siebten Runde als 173. Spieler aus. Der Head Coach der Cowboys, Jimmy Johnson, stellte aber auch mit dieser Verpflichtung seinen guten Riecher für hoffnungsvolle Nachwuchsspieler unter Beweis. Lett entwickelte sich zu einer festen Größe in der Defense der Cowboys und lief für die Mannschaft aus Dallas als Defensive Tackle und Defensive End auf. Sein Team, gespickt mit zahlreichen späteren Superstars, wie Emmitt Smith, Troy Aikman, Michael Irvin, Jay Novacek oder Darren Woodson entwickelte sich zu dem dominierenden Footballteam der 1990er Jahre.
1992 konnten die Cowboys mit 52:17 gegen die Buffalo Bills unter Coach Marv Levy und Quarterback Jim Kelly den Super Bowl XXVII mit 52:17 gewinnen, ein Jahr später wurde der Super Bowl XXVIII gegen die gleiche Mannschaft mit 30:13 gewonnen. Im darauffolgenden Jahr scheiterten sie erst im NFC Championship Game an den San Francisco 49ers mit 38:28, die den Super Bowl dann später auch gewinnen konnten. 1995 konnten die Cowboys mit ihrem Trainer Barry Switzer dann mit einem 38:27-Sieg über die Green Bay Packers in den Super Bowl XXX einziehen und dort die Pittsburgh Steelers um Quarterback Neil O’Donnell und Head Coach Bill Cowher mit 27:17 schlagen. 
2001 wechselte Lett zu den Denver Broncos und beendete dort nach dieser Saison nach insgesamt elf Spielzeiten in der NFL seine Laufbahn.
Lett erzielte in der NFL auch aufgrund von zwei Missgeschicken traurige Berühmtheit. Im Super Bowl XXVII hatte er einen Fumble erobert und war im Begriff mit dem Ball in die gegnerische Endzone zu laufen. Zehn Yards vor dem Ziel begann er seine „Siegeszeremonie“, verlangsamte dabei seine Geschwindigkeit und konnte durch den schnellen Wide Receiver der Bills, Don Beebe, eingeholt werden. Dieser schlug Lett den Ball aus der Hand, der durch die Endzone über die Auslinie rollte und zu einem Touchback für die Bills führte. Die Cowboys führten zu diesem Zeitpunkt bereits 52:17, so dass der Fumble für den Spielausgang nicht mehr wichtig war. Allerdings verpassten die Cowboys dadurch den Rekord der meisten erzielten Punkte in einem Super Bowl (San Francisco 49ers 55:10 gegen die Denver Broncos in Super Bowl XXIV).
1993 führten die Cowboys in einem Spiel der Regular Season gegen die Miami Dolphins mit 14:13. Wenige Sekunden vor Schluss verschossen die Dolphins ein Field Goal und hätten damit das Spiel verloren, als Lett versuchte den verschossenen Ball aufzunehmen und in Richtung gegnerischer Endzone zu tragen. Er rutschte auf der glatten Spielfläche aus, verlor den Ball und die Dolphins konnten diesen sichern und durch ein Field Goal noch mit 16:14 gewinnen.
Im zweiten Super Bowl gegen die Bills konnte Lett aber auch ein Highlight seiner Karriere setzen. Die Cowboys lagen mit 13:7 zurück, als er dem gegnerischen Runningback, Thurman Thomas, den Ball aus den Händen schlagen konnte. Sein Mannschaftskamerad James Washington eroberte den Ball und erzielte einen Touchdown für die Cowboys.
Leon Lett war innerhalb der NFL auch für seinen intensiven Missbrauch von verbotenen Substanzen bekannt. Im Jahr 1995 wurde er daher von der Liga für vier Spiele gesperrt, 1996 erfolgte eine drei Spiele andauernde Sperre und 1997 durfte er in 13 Spielen nicht auflaufen. 1998 erfolgte nochmals eine Sperre von acht Spielen.

## Ehrungen
Lett spielte zweimal im Pro Bowl, dem Saisonabschlussspiel der besten Spieler einer Saison.

## Quelle
- Jens Plassmann: NFL – American Football. Das Spiel, die Stars, die Stories (= Rororo 9445 rororo Sport). Rowohlt, Reinbek bei Hamburg 1995, ISBN 3-499-19445-7.

| Personendaten    | Personendaten                               |
| ---------------- | ------------------------------------------- |
| NAME             | Lett, Leon                                  |
| ALTERNATIVNAMEN  | Lett junior, Leon (vollständiger Name)      |
| KURZBESCHREIBUNG | US-amerikanischer American-Football-Spieler |
| GEBURTSDATUM     | 12. Oktober 1968                            |
| GEBURTSORT       | Mobile, Alabama, Vereinigte Staaten         |